# Selección de balonmano de Paraguay
La Selección de balonmano de Paraguay es el equipo masculino que representa a Paraguay en las competiciones internacionales de balonmano organizadas por la ex Federación Panamericana de Balonmano (PATHF), hoy la COSCABAL, Confederación Sur y Centro Americana de Balonmano, la Federación Internacional de Handball (IHF) y el Comité Olímpico Internacional (COI), y se rige por la Confederación Paraguaya de Handball. Paraguay participó en 6 Campeonatos Panamericanos de Balonmano, en 1981, 1994, 2002, 2012, 2016 y 2018.

## Competiciones
Campeonato Panamericano
1981 — 6° lugar
1994 — 6° lugar
2002 — 6° lugar
2012 — 6° lugar
2016 — 12° lugar
2018 — 11° lugar
Juegos Panamericanos
1995 — 5º lugar

## Equipos juveniles

### Campeonato Mundial Juvenil
| Año  | Ronda           | Puesto | PJ | G | E | P | GF  | GC  |
| ---- | --------------- | ------ | -- | - | - | - | --- | --- |
| 2015 | President's cup | 24°    | 7  | 0 | 0 | 7 | 144 | 310 |

### Campeonato Panamericano Junior
| Año  | Puesto                | PJ | G | E | P | GF  | GC  |
| ---- | --------------------- | -- | - | - | - | --- | --- |
| 2013 | 9°                    | 5  | 0 | 0 | 5 | 113 | 174 |
| 2015 | 5°                    | 5  | 1 | 0 | 4 | 113 | 164 |
| 2017 | 5° (Cuartos de final) | 5  | 3 | 0 | 2 | 162 | 139 |